# 扎卡什·卡马利杰诺夫
扎卡什·卡马利杰诺维奇·卡马利杰诺夫（俄语：Закаш Камалиденович Камалиденов；1936年6月10日—2017年5月7日），哈萨克族，苏联党和国家领导人。曾任共青团古里耶夫（阿特劳）州委第一书记，哈萨克共青团团委第一书记，哈共采利诺州委第二书记，哈萨克苏维埃社会主义共和国克格勃主席，最高苏维埃主席团主席等职。

## 生平
- 1936年6月10日出生于哈萨克苏维埃社会主义共和国古里耶夫州新博加茨基区奥尔帕村，属小玉兹贝理什部。1958年毕业于莫斯科古布金石油学院机械工程专业。
- 1958年，古里耶夫州卡拉顿油田操作员。
- 1959年，古里耶夫州特伦-乌久克油田生产部门负责人。1959年加入共青团。
- 1959年-1961年9月，共青团古里耶夫州日雷奥伊区团委第一书记。1960年加入苏联共产党。
- 1961年9月-1963年1月，共青团古里耶夫州委第一书记。
- 1963年1月-1964年，哈共古里耶夫州，西哈萨克斯坦州委组织部副部长。
- 1964年-1968年，哈共古里耶夫州舍甫琴科市委第二书记。
- 1968年-1970年，苏共中央高级党校学习。
- 1970年，古里耶夫州工会委员会主席。
- 1970年12月-1978年1月，哈萨克共青团中央第一书记。
- 1978年1月-1979年1月，哈共采利诺州委第二书记。
- 1979年-1980年，苏联克格勃监察部高级监察员。
- 1980年，哈萨克苏维埃社会主义共和国克格勃人事部副部长、部长。
- 1980年-1982年2月，哈共中央书记处书记。
- 1982年2月-1986年1月，哈萨克苏维埃社会主义共和国克格勃主席，少将军衔。
- 1985年12月-1988年2月，哈共中央意识形态委员会书记。
- 1988年2月-12月，哈萨克苏维埃社会主义共和国最高苏维埃主席团主席。
- 1988年12月起退休，享受阿拉木图市工会养老金待遇。
- 2017年5月7日于阿拉木图逝世，享年80岁。

卡马利杰诺夫是苏共24-27大代表，第27届中央候补委员；第11届苏联最高苏维埃民族院代表，第8-11届哈萨克苏维埃社会主义共和国最高苏维埃代表。

## 荣誉
- 列宁勋章（1985）
- 十月革命勋章（1981）
- 三次劳动红旗勋章（1971,1973,1976）
- 荣誉勋章（1976）[2]